# 모리야마번
모리야마 번(일본어: 守山藩 모리야마한[*])은 일본 에도 시대에 이와키노쿠니 다무라군, 지금의 후쿠시마현 고리야마시에 위치했던 번이며, 미토번의 지번이다. 번청은 모리야마 진야이다.

## 번의 역사
마쓰다이라 요리모토는 미토번의 초대 번주 도쿠가와 요리후사의 넷째 아들이며, 도쿠가와 미쓰쿠니의 이복동생으로, 1661년에 히타치국 누카다의 2만 석 영지를 분할받아 번을 설치하였다. 마쓰다이라 요리사다가 요리모토의 뒤를 이은 후인 1700년, 당시 쇼군인 도쿠가와 쓰나요시는 새 영지로 모리야마의 2만 석 땅을 주어 요리사다를 전봉시켰고, 이로써 모리야마 번이 공식 설치되었다. 역대 번주는 에도 고이시카와의 번주 저택에 정주하였으며, 산킨코타이를 행하지 않았다. 본가인 미토 번으로부터 번 정치에 대한 감독을 받았다.
막부 말기, 1864년에 다케다 고운사이 등이 일으킨 덴구토의 난이 일어났을 때 모리야마 번내의 번사들 다수가 이에 연루되어 처벌받았다. 보신 전쟁 때는 신정부군이 북상하기 전에 싸우지 않고 먼저 항복하였다. 1869년, 판적봉환으로 당시 번주 마쓰다이라 요리노리는 번지사가 되었고, 1870년, 번지사 마쓰다이라 요리유키가 번청을 히타치국 마쓰카와로 옮기면서 모리야마 번은 마쓰카와번으로 바뀌었다.

## 역대 번주
1. 마쓰다이라 요리사다(松平頼貞) 재위 1700년 ~ 1738년
2. 마쓰다이라 요리히로(松平頼寛) 재위 1738년 ~ 1763년
3. 마쓰다이라 요리아키라(松平頼亮) 재위 1763년 ~ 1801년
4. 마쓰다이라 요리요시(松平頼慎) 재위 1801년 ~ 1830년
5. 마쓰다이라 요리노부(松平頼誠) 재위 1830년 ~ 1862년
6. 마쓰다이라 요리노리(松平頼升) 재위 1862년 ~ 1869년
7. 마쓰다이라 요리유키(松平頼之) 재위 1869년 ~ 1870년

## 같이 보기
- 미토번
- 누카다번
- 마쓰카와번